# Route nationale 24bis
Die N 24bis war eine französische Nationalstraße.
Die Strecke wurde 1839 in das Nationalstraßennetz aufgenommen. Bis zum Jahr 1973 führte der Streckenverlauf zwischen Verneuil-sur-Avre und Granville. Dazu übernahm sie den Abschnitt zwischen Granville und Villedieu-les-Poêles von der N175. Die Länge der N24bis betrug 209 Kilometer.
Der Abschnitt zwischen Argentan und Granville wurde im Jahr 1973 abgestuft. 1978 wurde der restliche Abschnitt zwischen Verneuil-sur-Avre und Argentan zur N26.
Im Jahr 2006 erfolgte die Herabstufung der restlichen ursprünglichen Strecke zu Département-Straßen.
Eine Besonderheit der N 24bis war, dass sie keinen Seitenast der N 24 darstellte und somit mit dieser auch in keiner Kreuzung kreuzte. Es handelt sich bei der N 24bis um einen Seitenast der N 12.